# Земя принцеса Елизабет
Земя принцеса Елизабет (на английски: Princess Elizabeth Land) е територия от Източна Антарктида, простираща се между 66°50’ и 70°20’ ю.ш. и 72°30’ и 87°45’ и.д., покрай Индоокеанския сектор на Южния океан. На запад граничи със Земя Мак. Робъртсън, а на изток – със Земя Вилхелм ІІ. Западната ѝ част носи названието Бряг Ингрид Кристенсен, а източната – Бряг Леополд и Астрид.

## Географска характеристика

### Брегове
Бреговата линия на Земя принцеса Елизабет е силно разчленена, като западната ѝ част попада в акваторията на море Съдружество, а източната – в акваторията на море Дейвис. На запад се простира големия шелфов ледник Еймъри, а на изток – Западния шелфов ледник. Между тях е разположен големия залив Прюдс, крайбрежието на който е изпъстрено с множество по-малки заливи – Саннефиорд, Трюне, Фласкевик, Бугевик, Бариеревик, Карелин и др., полуострови между тях – Брейднесет, Лангнесет, Челюскинци и др., малки острови – Бьолинген, Сванер, Рьочер, Лесков, Михайлов, Завадовски и др. и малки шелфови ледници – Пабликейшън и др.

### Релеф
Земя принцеса Елизабет е изцяло е покрита с континентален леден щит, дебелината на който на юг достига до 2000 – 2500 m. Над него стърчат отделни оголени върхове и нунатаки на малки и сравнително ниски крайбрежни планини и възвишения – Рейнболт, Мистичели, Маккаскъл, Статлер, Монро-Кер, Ларсеман и др. Във вътрешността надморската височина постепенно се повишава и на места достига до 3000 m.

### Континентални ледници
От крайбрежните ниски планини и възвишения към морския бряг и в шелфовите ледници са „вливат“ малки и сравнително къси континентални ледници: Роджърс, Полард Рекорд, Ранвик, Кейос, Сьорсдал, Таймирски ледолом, Филипи и др. 

## Историческа справка
Земя принцеса Елизабет е открита на 9 февруари 1931 г. и е частично изследвана и картирана от британско-австралийско-новозеландската антарктическа експедиция (БАНЗАРЕ 1929 – 1931), възглавявана от Дъглас Моусън. Новооткрития бряг той наименува Земя принцеса Елизабет в чест на тогавашната принцеса Елизабет, херцогиня на Йорк, по-късно кралица Елизабет II. Впоследствие през 1935 г. крайбрежието и вътрешността на региона са дооткрити и изследвани от норвежки експедиции на китобойния магнат Ларс Кристенсен, а през 1960-те години от няколко съветски антарктически експедиции.